# Kurt Holmgren
Hans Kurt Hugo Holmgren, född 20 juli 1905 i Luleå församling, Norrbottens län, död 2 november 1990 i Engelbrekts församling, Stockholm, var en svensk jurist.
Holmgren blev jur.kand. vid Stockholms högskola 1929. Efter tingstjänstgöring 1929–1931 blev han fiskal i Svea hovrätt 1933, assessor 1939 och hovrättsråd 1946. Han var 1:e legationssekreterare vid svenska ambassaden i Paris 1939–1940, blev byråchef i Statens hyresråd 1942, byråchef för lagärenden i Justitiedepartementet 1945–1948, t.f. expeditionschef i Handelsdepartementet 1947 och statssekreterare i Handelsdepartementet 1952–1956.
Kurt Holmgren var regeringsråd 1956–1965 och 1967–1972. Som regeringsråd tjänstgjorde han som ledamot i lagrådet 1962–1964. Efter pensioneringen från Regeringsrätten 1972 var han biträdande lärare vid de juridiska fakulteterna i Stockholm och Uppsala, och gav föreläsningar vid europeiska och amerikanska universitet. Holmgren utnämndes 1973 till juris hedersdoktor.
Han hade också en rad andra uppdrag, som ordförande i direktionen för Handelshögskolan i Stockholm 1957–1975, ordförande i Oljelagringsrådet 1957–1977, vice ordförande för Institut international des sciences administratives 1968–1974 och ordförande i dess juridiska kommitté 1975–1980, ledamot i exekutivkommittén 1981–1983 och ordförande för institutets svenska sektion 1960–1980. Han var också ordförande i Centralförbundet för befälsutbildning 1960–1970. Från 1958 satt Holmgren i redaktionen för Förvaltningsrättslig tidskrift. Han är gravsatt i minneslunden på Galärvarvskyrkogården i Stockholm.